# نظرية بور-فان ليوين
تنص نظرية بور-فان ليوين على أنه عندما يتم تطبيق الميكانيكا الإحصائية والميكانيكا الكلاسيكية باستمرار، فإن المتوسط الحراري للمغنطة يكون دائمًا صفرًا. هذا يجعل المغناطيسية في المواد الصلبة مجرد تأثير ميكانيكي كمي ويعني أن الفيزياء الكلاسيكية لا يمكن أن تفسر المغنطيسية المسايرة، والمغناطيسية المعاكسة والمغناطيسية الحديدية. تنبع عدم قدرة الفيزياء الكلاسيكية على تفسير كهرباء الاحتكاك أيضًا من نظرية بور-فان ليوين.